# 2014-es ABU TV-s Dalfesztivál
A 2014-es ABU TV-s Dalfesztivál volt a harmadik ABU TV-s Dalfesztivál, melyet Makaón rendeztek meg. A fesztiválra 2014. október 25-én került sor. A pontos helyszín eredetileg a makaói Venetian Macao színházterme lett volna, de 2014. szeptember 20-án hivatalossá vált, hogy ehelyett a Sands Macao rendezi a fesztivált.

## A helyszín és a fesztivál
A fesztivál pontos helyszíne a makaói Sands Macao volt, ami 660 fő befogadására alkalmas.
Az eurovíziós versenyekkel ellentétben a TV-s dalfesztivál nem egy verseny, hanem egy gálaműsor, ahol az országok nevezett dalaikat mutatják be.

## A résztvevők
Először vett részt a fesztiválon Makaó, mely egyben az esemény házigazdája is volt. Rajta kívül a Maldív-szigetek és Törökország is ebben az évben küldte első indulóját.
A fesztivált szervező ABU tizenöt ország részvételére számított. A részt vevő országok listáját 2014. szeptember 20-án hozták nyilvánosságra. Ez alapján hat ország (Afganisztán, Irán, Kirgizisztán, Malajzia, Srí Lanka és Szingapúr) visszaléptek a fesztiváltól. Így tizenkét ország vett részt a rendezvényen, ami az eddigi legalacsonyabb létszám volt.
A Törökországot képviselő maNga együttes a 2010-es Eurovíziós Dalfesztiválon képviselte az országot. A döntőben a második helyen végeztek. Az ausztrál színekben szereplő Dami Im pedig 2016-ban képviseli országát az Eurovíziós Dalfesztiválon.

## Térkép

Részt vevő országok
Országok, melyek korábban részt vettek, de ebben az évben nem

## A dalfesztivál
| #  | Ország          | Nyelv        | Előadó              | Dal                     | Magyar fordítás                       |
| -- | --------------- | ------------ | ------------------- | ----------------------- | ------------------------------------- |
| 01 | Ausztrália      | angol        | Dami Im             | Living Dangerously      | Veszélyesen élni                      |
| 02 | Brunei          | maláj        | Md Hawzan Bin Hj    | Awg madial              | Hallgass engem                        |
| 03 | Kína            | angol        | Bibi Zhou           | I Miss U Missing Me     | Hiányolom, hogy hiányolsz             |
| 04 | Indonézia       | indonéz      | Tere Cia            | Dimana hatimu           | Hol a szíved?                         |
| 05 | Hongkong        | kantoni      | Fred Cheng          | Xióngmao                | Panda                                 |
| 06 | Japán           | japán, angol | Sekai no Owari      | Dragon Night            | Sárkány éjszaka                       |
| 07 | Dél-Korea       | koreai       | Girl’s Day          | Seomssing               | Valami                                |
| 08 | Makaó           | angol        | Blademark           | Heartcore               | —                                     |
| 09 | Maldív-szigetek | maldív       | Mooshan Mubarik     | Rannamaari              |                                       |
| 10 | Thaiföld        | angol        | Jetrin Wattanasin   | 7th Heaven              | 7. mennyország                        |
| 11 | Törökország     | török        | maNga               | Fazla aşkı olan var mı? | Van bárkinek tartalék szerelme?       |
| 12 | Vietnám         | vietnámi     | Nguyễn Thị Ngọc Anh | Xuân vẫn sang diệu kỳ   | Még mindig varázslatosan jön a tavasz |

## Közvetítés
A dalfesztivált a következő műsorsugárzók közvetítették:
| - Ausztrália – Special Broadcasting Service (SBS) - Brunei – Radio Televisyen Brunei (RTB) - Dél-Korea – Korean Broadcasting System (KBS) - Hongkong – Television Broadcasts Limited (TVB) - Indonézia – Televisi Republik Indonesia (TVRI) - Japán – Nippon Hōsō Kyōkai (NHK) | - Kína – Kínai Központi Televízió (CCTV) - Makaó – Teledifusão de Macau (TDM) - Maldív-szigetek – Television Maldives (TVM) - Thaiföld – National Broadcasting Services of Thailand (NBST) - Törökország – Türkiye Radyo ve Televizyon Kurumu (TRT) - Vietnám – Vietnam Television (VTV) |